# Brezovska Gora
Brezovska Gora – wieś w Słowenii, w gminie Krško. W 2018 roku liczyła 84 mieszkańców.